# Aurel Stroe
Aurel Stroe (n. 5 mai 1932, București, România – d. 3 octombrie 2008, Mannheim, Germania) a fost un compozitor, profesor, muzician, autor, publicist și muzicolog român. A scris muzică cultă, contemporană, simfonică, vocal-simfonică, de cameră, corală), muzică electronică și muzică de scenă.
A studiat în particular pianul cu Maria Fotino și compoziția cu Marțian Negrea, după care a urmat cursurile Conservatorului din București.

## Carieră didactică și științifică
A fost asistent (1962-68), lector (1968-73), conferențiar (1973-85) și profesor (din 1993) la Universitatea Națională de Muzică București și a predat orchestrație și compoziție. A avut ca studenți, printre alții, pe Liana Alexandra, Maia Ciobanu, Horia Rațiu, Șerban Nichifor, Gabriel Vlădescu, Carmen Stoianov, Petru Stoianov, Adrian Borza, George Draga, Smaranda Oțeanu-Bunea, Fred Popovici și Violeta Dinescu. A predat ca profesor asociat la University of Illinois (S.U.A.) între 1985-1986. A predat la Școala normală a Universității din Strasbourg (1972) și a susținut cursuri de vară la Piatra Neamț (1982), Darmstadt (Germania) în 1986, 1988, 1990, 1994 și la Bușteni în 1992. A susținut conferințe, prelegeri, referate, comunicări științifice în țară și peste hotare (Franța, Austria, Germania), emisiuni de radio și televiziune.
A publicat studii, eseuri, articole, interviuri în: Muzica, Secolul XX, Contemporanul, România literară, Tribuna (Cluj), Actualitatea muzicală etc.

## Distincții
- Medalia Muncii (13 octombrie 1953) pentru contribuția sa la „munca de pregătire și desfășurare a celui de-al IV-lea Festival Mondial al Tineretului și Studenților pentru Pace și Prietenie⁠(d)”[5]
- ordinul Meritul Cultural clasa a IV-a (1969).

A fost distins cu premiul Academiei Române în 1974. A primit ordinul Chevalier des Arts et des Lettres al Republicii Franceze (1991). A primit în 1998 Marele Premiu al Uniunii Compozitorilor și Muzicologilor din România, iar în 2002 a devenit laureat al premiului Herder (Viena).

## Operă muzicală
A compus în toate genurile muzicale, inclusiv muzică electronică.

### Operă
- Asta nu va primi Premiul Nobel (1969) - operă în trei părți, libretul: Paul Sterian;
- "Pacea" lui Aristofan (1973) operă în trei acte;
- Trilogia Cetății Închise (1973 - 1988), libretul după Eschil: Agamemnon / Orestia I (1973), Choeforele / Orestia II (1983), Eumenidele / Orestia III (1988);
- Conciliul Mondial (1987) - operă de cameră în două acte după scrierile lui Vladimir Soloviev;
- Copilul și diavolul (1989) - operă pe texte de Maria Țvetaeva (5 scene).

### Muzică de teatru
- Muzică pentru "Oedip la Colonos" (1963) - muzică de scenă la piesa lui Sofocle;
- Rituelle Handlung ohne Gegenstand (1967) - muzică pentru dansatoare.

### Muzică de film
- Năpasta (1982)

### Muzică vocal-simfonică
- Cantata festivă (1957) - pentru cor mixt și orchestră, versuri de Pablo Neruda;
- Chipul păcii (1959) - cantată de cameră pentru mezzosoprană, cor mixt și orchestră mică pe versuri de Paul Eluard;
- Țării mele (1959) - cantată pentru cor mixt și orchestră pe versuri de Victor Tulbure;
- Monumentum I (1961) - poem pentru cor bărbătesc și orchestră pe versuri de Nichita Stănescu;
- Numai prin timp timpul poate fi cucerit (1965) - poem pentru bariton, orgă, 4 tromboane și gonguri, pe versuri de T.S. Eliot;
- Missa puerorum (1983) - pentru cor de copii, orgă și 8 instrumente.

### Muzică simfonică
- Scherzo simfonic (1951)
- Simfonia pentru orchestră mare (1954)
- Uvertura burlescă (1961)
- Arcade (1962)
- Laude I (1966)
- Canto I (1967)
- Laude II (1968)
- Canto II (1971)
- Simfonia (1973)
- Accords et Comptines (1988)
- Ciaccona con alcune licenze (1995)
- Preludii lirice (1999)
- Mandala cu o polifonie de Antonio Lotti (2000)

### Muzică concertantă
- Concert pentru orchestră de coarde (1950, rev.1956);
- Muzică concert pentru pian, alămuri și percuție (1965)
- Concertul pentru clarinet și orchestră (1975)
- Concertul pentru vioară și orchestră „Capricci și Ragas” (1990)
- Concert pentru saxofon și orchestră „Prairie, Priere” (1994)
- Concert pentru acordeon și orchestră (2001)
- Simfonia concertantă pentru percuție și orchestră mare (1996)

### Muzică de cameră
- Colinde pentru pian (1947)
- Baladă pentru pian (1948)
- Trio pentru oboi, clarinet și fagot (1953)
- Sonata nr. 1 'Morphogenetic' pentru pian (1955)
- Fragment dintr-un proces sonor (1969)
- În vis desfacem timpurile suprapuse (1970)
- Cvartetul de coarde în La major (1972)
- Grădina structurilor I (1974)
- 10 piese pastorale pentru orgă și clavecin (1979)
- Pe drumul către focurile cerești pentru violă solo (1979)
- Fiicele Soarelui (1979)
- Sonata nr. 2 'Thermodynamic' pentru pian (1983)
- Anamorfoze canonice (1984)
- Sonata nr. 3 'en palimpseste' pentru pian (1992)
- Mozart sound introspection (1994)
- Gesang der Geister über den Wassern pentru voce, clarinet în sib și pian sau clavecin (celestă) (1999)
- Humoreske mit zwei Durchblicken zum Seeren (2002)

### Muzică corală
- Vine trenul (1961)
- Cântec simplu (1962)

### Muzică vocală
- 5 cântece pentru soprană și pian: Colind, Moștenire, Făcătură, Doi copii s-au dus, În perdea (1949)
- 5 lieduri pe versuri de Clement Marot (1949)
- Două cântece pe versuri de Ion Pillat (1953)
- Două romanțe pentru mezzosoprană și pian: Și dacă..., La steaua (1954)

### Muzică electronică
- Midi le Juste (1970)

### Muzicologie
- Grădina sunetelor - eseuri despre muzică, București, Edit. Muzicală, 1991

A avut o intensă activitate publicistică (Tribuna, România literară, Secolul 20, Muzica, Revue Roumaine).